# Luigi Oreglia di Santo Stefano
Luigi Oreglia di Santo Stefano (né le 9 juillet 1828, Bene Vagienna, dans la province de Coni, au Piémont et mort le 7 décembre 1913 à Rome) est un cardinal de l'Église catholique dans la seconde moitié du XIXe siècle. Il est évêque d'Ostie et doyen du Collège des cardinaux de 1896 jusqu'à sa mort.

## Biographie
Après des études à Turin Luigi Oreglia di Santo Stefano devient prêtre en 1851. Il connait ensuite une ascension rapide et devient prélat domestique du pape Pie IX en 1857, puis internonce aux Pays-Bas de 1863 à 1866. En mai de cette dernière année, il est nommé archevêque titulaire de Damiette (de) et sert en Belgique (en) comme nonce apostolique à partir de 1868, date à laquelle il est transféré au Portugal (en). Il y reste comme nonce jusqu'à son élévation au cardinalat qui le ramène à Rome.
Le 22 décembre 1873, il est créé cardinal par Pie IX et, deux ans plus tard, il devient préfet de la Sacrée Congrégation des indulgences et des reliques. Il prend part au conclave de 1878 qui élit pape Léon XIII, lequel le fait camerlingue du Sacré Collège le 27 mars 1882. Bien qu'Oreglia ait été contraint de renoncer à ce poste un an plus tard, il devient camerlingue de la Sainte Église romaine en 1885 et le reste jusqu'à sa mort, vingt-huit ans plus tard. Au cours de cette période, il devient vice-doyen du Sacré-Collège en 1889 et doyen en 1896. Il est également le préfet de la Congrégation du cérémonial, de 1897 à sa mort.

### Conclave de 1903
Lorsque Léon XIII meurt en 1903, le cardinal Oreglia est le seul survivant des cardinaux créés par Pie IX. Il est donc à ce moment-là le seul électeur du conclave à avoir eu l'expérience de l'élection d'un pape, et comme il est au sein du Sacré-Collège le chef de la faction ultra-conservatrice de la curie romaine, et qu'il souhaite un pontife plus intransigeant que Léon XIII ne l'a été selon lui, beaucoup se demandent s'il n'a pas joué un rôle important dans l'élection de Giuseppe Sarto devenu Pie X. En effet, certains historiens de la papauté sont convaincus que, sans les instances du cardinal Oreglia, le cardinal Sarto aurait préféré refuser la papauté, alors même qu'il avait obtenu 55 des 60 voix disponibles.
Oreglia garde sa position au Sacré-Collège jusqu'à sa mort en 1913, à l'âge de quatre-vingt-cinq ans.

## Succession apostolique
Luigi Oreglia di Santo Stefano a ordonné les évêques suivants :
- Évêque Stanislao Eula (de) (1876)
- Cardinal Isidoro Verga (1896)